# Gorenje Nekovo
Gorenje Nekovo – wieś w Słowenii, w gminie Kanal ob Soči. W 2018 roku liczyła 20 mieszkańców.